# Distrikt (Malawi)

Die Grenzen der 32 Distrikte Malawis

Malawi ist in 32 Distrikte, darunter vier Städte mit Distriktstatus (Mzuzu, Lilongwe, Zomba und Blantyre) unterteilt, die zu drei Regionen gehören:
| Nr.                       | Regionen und Distrikte | Fläche (km²) | Bevölkerung (in 1000) | Bevölkerung (in 1000) | Bevölkerung (in 1000) | Bevölkerungsdichte (pro km²) | Bevölkerungsdichte (pro km²) | Bevölkerungsdichte (pro km²) |
| Nr.                       | Regionen und Distrikte | Fläche (km²) | 1998                  | 2008                  | 2018                  | 1998                         | 2008                         | 2018                         |
| Northern Region           | Northern Region        | 27.131       | 1.234                 | 01.709                | 02.287                | 0.046                        | 0.062                        | 0.084                        |
| ------------------------- | ---------------------- | ------------ | --------------------- | --------------------- | --------------------- | ---------------------------- | ---------------------------- | ---------------------------- |
| 1                         | Chitipa                | 04.334       | 0.127                 | 0.0179                | 00.235                | 0.030                        | 0.041                        | 0.054                        |
| 2                         | Karonga                | 03.416       | 0.195                 | 0.0270                | 00.365                | 0.057                        | 0.077                        | 0.107                        |
| 3                         | Rumphi                 | 04.560       | 0.128                 | 0.0172                | 00.229                | 0.027                        | 0.037                        | 0.050                        |
| 4                         | Mzimba                 | 10.473       | 0.524                 | 0.0728                | 00.936                | 0.050                        | 0.069                        | 0.089                        |
| 5                         | Mzuzu                  | 00.146       | 0.087                 | 0.0134                | 00.221                | 1.812                        | 2.791                        | 1.516                        |
| 6                         | Nkhata Bay             | 04.182       | 0.165                 | 0.0216                | 00.286                | 0.040                        | 0.052                        | 0.068                        |
| 7                         | Likoma                 | 0.020        | 0.08                  | 0.010                 | 0.015                 | 0.449                        | 0.524                        | 0.710                        |
| Central Region            | Central Region         | 35.641       | 4.066                 | 05.510                | 07.526                | 0.114                        | 0.154                        | 0.211                        |
| 8                         | Kasungu                | 08.017       | 0.481                 | 0.0628                | 0.0843                | 0.060                        | 0.078                        | 0.105                        |
| 9                         | Nkhotakota             | 04.338       | 0.230                 | 0.0304                | 0.0396                | 0.054                        | 0.069                        | 0.091                        |
| 10                        | Ntchisi                | 01.709       | 0.168                 | 0.0225                | 0.0317                | 0.098                        | 0.130                        | 0.185                        |
| 11                        | Dowa                   | 03.077       | 0.411                 | 0.0559                | 0.0773                | 0.134                        | 0.182                        | 0.251                        |
| 12                        | Mchinji                | 03.131       | 0.325                 | 0.0457                | 0.0602                | 0.104                        | 0.145                        | 0.192                        |
| 13                        | Lilongwe               | 00.403       | 0.441                 | 0.0674                | 0.0989                | 1.093                        | 1.660                        | 2.453                        |
| 14                        | Lilongwe Rural         | 05.808       | 1.346                 | 01.231                | 01.638                | 0.232                        | 0.212                        | 0.282                        |
| 15                        | Salima                 | 02.151       | 0.248                 | 0.0338                | 0.0478                | 0.115                        | 0.157                        | 0.222                        |
| 16                        | Dedza                  | 03.754       | 0.487                 | 0.0624                | 0.0831                | 0.130                        | 0.167                        | 0.221                        |
| 17                        | Dedza                  | 03.251       | 0.371                 | 0.0472                | 0.0660                | 0.114                        | 0.145                        | 0.203                        |
| Southern Region           | Southern Region        | 31.780       | 4.634                 | 05.858                | 07.751                | 0.146                        | 0.184                        | 0.244                        |
| 18                        | Mangochi               | 06.729       | 0.610                 | 0.0797                | 01.149                | 0.097                        | 0.118                        | 0.171                        |
| 19                        | Balaka                 | 02.142       | 0.253                 | 0.0317                | 0.0438                | 0.115                        | 0.148                        | 0.205                        |
| 20                        | Machinga               | 03.582       | 0.370                 | 0.0491                | 0.0735                | 0.103                        | 0.138                        | 0.205                        |
| 21                        | Neno                   | 01.561       | 0.075                 | 0.0107                | 0.0138                | 0.051                        | 0.069                        | 0.089                        |
| 22                        | Mwanza                 | 00.756       | 0.063                 | 0.093                 | 0.0131                | 0.077                        | 0.122                        | 0.173                        |
| 23                        | Blantyre Rural         | 01.785       | 0.307                 | 0.0341                | 0.0451                | 0.172                        | 0.190                        | 0.253                        |
| 24                        | Chikwawa               | 04.878       | 0.357                 | 0.0435                | 0.0565                | 0.073                        | 0.090                        | 0.116                        |
| 25                        | Blantyre               | 00.240       | 0.502                 | 0.0661                | 0.0800                | 2.282                        | 2.698                        | 3.328                        |
| 26                        | Zomba                  | 00.042       | 0.066                 | 0.088                 | 0.0105                | 1.690                        | 1.949                        | 2.511                        |
| 27                        | Zomba Rural            | 02.363       | 0.481                 | 0.0580                | 0.0747                | 0.189                        | 0.245                        | 0.316                        |
| 28                        | Chiradzulu             | 00.761       | 0.236                 | 0.0289                | 0.0357                | 0.308                        | 0.378                        | 0.469                        |
| 29                        | Phalombe               | 01.323       | 0.232                 | 0.0313                | 0.0430                | 0.175                        | 0.238                        | 0.325                        |
| 30                        | Mulanje                | 02.005       | 0.428                 | 0.0521                | 0.0684                | 0.208                        | 0.261                        | 0.341                        |
| 31                        | Thyolo                 | 01.666       | 0.459                 | 0.0587                | 0.0722                | 0.268                        | 0.354                        | 0.433                        |
| 32                        | Nsanje                 | 01.945       | 0.195                 | 0.0238                | 0.0299                | 0.100                        | 0.124                        | 0.154                        |
| Malawi                    | Malawi                 | 94.552       | 9.934                 | 13.077                | 17.564                | 0.105                        | 0.138                        | 0.186                        |
| Quelle: Volkszählung 2018 |                        |              |                       |                       |                       |                              |                              |                              |